# Ортис, Дэвид
Дэвид Америко Ортиc Ариас (исп. David Américo Ortiz Arias, род. 18 ноября 1975 года) по прозвищу Биг Папи — доминикано-американский профессиональный бейсболист, отыгравший 20 сезонов в Главной лиги бейсбола. Ортис выступал за «Миннесоту Твинс» с 1997 по 2002 год и «Бостон Ред Сокс» с 2003 по 2016 год. Играл на позиции назначенного отбивающего. Ортиc десять раз участвовал в матчах всех звёзд МЛБ, трёхкратный чемпион Мировой серри в составе «Ред Сокс» и семикратный обладатель награды «Серебряная бита». Он удерживает рекорд «Ред Сокс» по количеству сделанных хоум-ранов за один сезон — 54. Ортиc является членом клуба 500 хоум-ранов.

## Биография
Первоначально Ортис подписал контракт с «Сиэтл Маринерс» в 1992 году, но так и не сыграл за команду ни одной игры, и в 1996 году был обменян в «Миннесоту Твинс», где провёл следующие шесть сезонов. В 2003 году «Твинс» отказались от его услуг и он перешёл в «Ред Сокс», где и провёл оставшуюся часть своей карьеры. В Бостоне его стали называть «величайшим клатч-хиттером в истории „Бостон Ред Сокс“» и в 2004 году он помог команде впервые за последние 86 лет одержать победу в Мировой серии, в 2007 и 2013 году ещё дважды с командой становился чемпионом. Причём в 2013 году он стал самым ценным игроком Мировой серии.
За свою карьеру Ортис выбил 514 хоум-ранов и по этому показателю занимает 17 место в истории МЛБ, набрал 1768 runs batted in (22 показатель в истории), а его процент реализации выходов на биту составляет 28,6 %. Среди назначенных бьющих он занимает первое место в истории МЛБ по хоум-ранам (485), runs batted in (1569) и хитам (2192). Являясь одним из лучших клатч-хиттером в истории, Ортис за карьеру выбил 11 уолк-офф хоум-ранов в регулярном чемпионате и 2 в играх плей-офф.

## Профессиональная карьера

### Миннесота Твинс (1997—2002)
Ортиc дебютировал в Главной лиге бейсбола 2 сентября 1997 года. Несколько лет он выступал как за «Твинс», так и за фарм-клуб «Нью-Британ Рокс», играя на первой базе или назначенным бьющим. Из-за проблем со здоровьем он вынужден пропускать много игр и по окончании сезона 2002 года был уволен из клуба, несмотря на то, что в последнем сезоне за 125 игр выбил 32 дабла, 20 хоум-ранов и 75 RBI.